# Uwe Poth
Uwe Poth (Kiel, 10 juni 1946) is een Duits-Nederlands beeldend kunstenaar die vooral actief is als schilder, tekenaar en beeldhouwer.
Poth deed zijn opleiding grotendeels aan de Hochschule für bildende Künste Hamburg en studeerde aansluitend sociologie en media-pedagogiek aan de Universiteit Hamburg. In 1979 kwam hij naar Nederland en vestigde zich in Nijmegen. Poth exposeerde internationaal en was van 1985 tot 2006 als docent verbonden aan de  Academie voor Kunst en Industrie (AKI) in Enschede. Werken van hem werden opgenomen in de collecties van onder meer het Stedelijk Museum Amsterdam, Teylers Museum, de ABN AMRO Kunstverzameling, het Stedelijk Museum Schiedam, Museum Flehite Amersfoort en Museum Het Valkhof.
- Gemeinsame Normdatei: 11925266X
- International Standard Name Identifier: 0000 0000 1068 6510
- Library of Congress Control Number: no2019033985
- Nederlandse Thesaurus van Auteursnamen: 091073936
- RKD-Nederlands Instituut voor Kunstgeschiedenis: 64494
- Système universitaire de documentation: 169021874
- Virtual International Authority File: 77121596